# Phanaeus alvarengai
Phanaeus alvarengai là một loài bọ cánh cứng trong họ Bọ hung (Scarabaeidae).